# Muhammad Abduh
Muhammad Abduh foi um reformador e apologista muçulmano egípcio. Foi pupilo de al-Afghani. Embora profundamente influenciado por ele, envolvia-se menos com o activismo político, e mais com as reformas dos sistemas: religioso, legal e educativo.